# 三田村明彦
三田村 明彦（みたむら あきひこ）は、タレント・ラジオパーソナリティ・放送作家・脚本家。オフィスキイワード所属。

## 来歴・人物
関西学院大学卒業。放送作家、タレントとして活動し、テレビ番組の構成を手がけている。日本脚本家連盟・日本放送作家協会・日本旅行作家協会に所属しているが、3団体同時に所属している唯一のタレントでもある。

## 出演番組
- 池田幾三のザ・トゥディー（KBS京都ラジオ）
- 金曜いただきッ（サンテレビ）
- おしゃべりマガジン（FBCラジオ、-1994年3月）

## 番組構成
- 「追跡」（日本テレビ系）
- 「ふれあい見つけ旅」（東海テレビ）他
- 「アップダウンクイズ」（毎日放送系）